# Saint-Martin-de-Bernegoue
Saint-Martin-de-Bernegoue – miejscowość i gmina we Francji, w regionie Nowa Akwitania, w departamencie Deux-Sèvres.
Według danych na rok 1990 gminę zamieszkiwało 676 osób, a gęstość zaludnienia wynosiła 38 osób/km² (wśród 1467 gmin regionu Poitou-Charentes Saint-Martin-de-Bernegoue plasuje się na 447. miejscu pod względem liczby ludności, natomiast pod względem powierzchni na miejscu 473.).